# The Freeze-Out
The Freeze-Out er en amerikansk stumfilm fra 1921 af John Ford.

## Medvirkende
- Harry Carey som Ohio
- Helen Ferguson som Zoe Whipple
- Joe Harris som Headlight Whipple
- Charles Le Moyne som Denver Red
- J. Farrell MacDonald som Bobtail McGuire
- Lydia Yeamans Titus som Mrs. McGuire